# El fantasma de la sauna
El fantasma de la sauna es una película de comedia musical española de 2021, dirigida por Luis Navarrete.

## Sinopsis
Javi acude a Sauna Popular, un famoso local gay, buscando trabajo para cumplir su sueño de ser cantante. El negocio está en horas bajas y Asun, la dueña, decide acogerlo a cambio de ayuda. Pronto el chico se dará cuenta de que todos allí esconden oscuros secretos.

## Reparto
- Nestor Goenaga como Javi[6]
- Antonia San Juan como Asun
- Goizalde Núñez como Luisa
- Supremme de Luxe como Lujuria
- Pupi Poisson como Amor
- Fernando Albizu como Conde
- Javier Hernández como Iván
- Andrés Cheung como Chao-Li Chi[7]
- Martín Spinola como Eric
- Pablo Liñares como Darío
- Tavi Gallart como Arrepentimiento
- Julia Monje como Perséfone
- Ginés Garez como Roberto
- Alfredo Carbajo como Guardaespaldas
- Francisco Santiago Muñoz como Niko
- África Esparducer como Selena
- Mimi Bowles como Sonia

## Producción
La película está inspirada en El fantasma de la ópera, obra de Gastón Leroux.

## Estreno
La película se estrenó el 11 de febrero de 2021.